# Jean-Pierre Laporte
Jean-Pierre Laporte (* 22. Oktober 1944) ist ein französischer Archäologe, Historiker und Epigraphiker.
Laporte studierte Klassische Philologie. Nach mehreren Ausgrabungstätigkeiten in Frankreich war er von 1969 bis 1971 Assistent in der algerischen Altertümerdirektion. Anschließend verfolgte er zwei Berufslaufbahnen, eine als Archäologe und eine in der Finanzbranche. Seine historischen und archäologischen Forschungstätigkeiten beziehen sich teilweise auf die französische Region Île-de-France (Chelles, Meaux) und auf Kleinasien (Alexandria Troas), vor allem aber auf das antike Nordafrika. Seit 1982 ist Laporte an der Erstellung der Encyclopédie berbère beteiligt und gehört seit 2010 auch zu deren Redaktionskomitee. Zudem gehörte Laporte der Arbeitsstelle zur Erstellung der Année épigraphique am Centre national de la recherche scientifique an.

## Schriften
- Rapidum. Le camp de la cohorte des Sardes en Maurétanie Césarienne (= Pubblicazioni del Dipartimento di Storia dell’Università di Sassari. Band 12). Univ. degli Studi, Sassari 1989.
- Le trésor des saints de Chelles (= Bulletin de la Société Archéologique et Historique de Chelles. N. S., Band 8/9). Société Archéologique et Historique de Chelles, Chelles 1989, ISBN 2-9503561-0-9.
- mit Max Guérout und Hélène Benichou-Safar: Le Magenta. Du naufrage à la redécouverte (1875–1995). Sur les traces des empires engloutis. CNRS Éditions, Paris 2018, ISBN 978-2-271-09338-7.
- mit Laurent Bricault: Le Serapeum de Carthage (= Supplément à la Bibliotheca Isiaca. Band 1). Ausonius Éditions, Bordeaux 2020, ISBN 978-2-35613-321-2.